# Uczelnia Lingwistyczno-Techniczna w Przasnyszu
Uczelnia Lingwistyczno-Techniczna w Przasnyszu – uczelnia niepubliczna, wpisana do Rejestru Szkół Wyższych pod nr 306.

## Władze uczelni[2]
- Rektor – dr Elżbieta Sternal
- Kanclerz – mgr Martyna Sternal
- Dziekan – dr Tomasz Fojt
- Dziekan filii w Świeciu – dr hab. Joanna Burzyńska-Sylwestrzak[3]

## Kierunki studiów[4]
Krótkie studia specjalistyczne
- Informatyk
- Logistyk
- Administracji
- Ekonomista
- Reklamy
- Dietetyk

### Studia I stopnia
- Filologia angielska
- Filologia niemiecka
- Filologia rosyjska
- Budownictwo (studia inżynierskie)

### Studia II stopnia
- Filologia

### Studia podyplomowe
- Zarządzanie drogami – utrzymanie i eksploatacja
- wycena nieruchomości
- Zarządzanie procesem inwestycyjnym w budownictwie
- Akademia Liderów Przyszłości
- Coaching w edukacji
- Organizacja i zarządzanie oświatą
- Trener profesjonalnych szkoleń
- Język obcy dla prawników (język angielski, niemiecki, rosyjski)
- Język obcy w zakresie tłumaczeń (język angielski, niemiecki, rosyjski)
- Język obcy dla personelu medycznego
- Język obcy w biznesie
- Język angielski w nauczaniu przedszkolnym i wczesnoszkolnym
- Integracja sensoryczna
- Edukacja i rewalidacja uczniów ze specjalnymi potrzebami edukacyjnymi

## Filie uczelni
Uczelnia Lingwistyczno-Techniczna w Przasnyszu z filią w Świeciu

## Wydawnictwo
- Cassiopeia
- humanistica21